# Marcos Guilherme
Marcos Guilherme de Almeida Santos Matos, genannt Marcos Guilherme, (* 5. August 1995 in Itararé) ist ein brasilianischer Fußballspieler. Der Rechtsfuß wird vorwiegend im offensiven Mittelfeld eingesetzt.

## Karriere

### Verein
Marcos Guilherme startete seine Laufbahn in der Jugendmannschaft des Atletico Paranaense. Hier schaffte er 2014 auch den Sprung in den Profikader. Am 18. Januar 2014 in der Staatsmeisterschaft von Paraná im Spiel gegen den Prudentópolis FC, spielte er von Beginn an bis zur 89. Minute. Im selben Wettbewerb gelang ihm am 25. Januar 2014 sein erstes Tor als Profi im Spiel gegen den Operário Ferroviário EC. Auch sein erster Auftritt auf internationaler Ebene fiel in die Saison. Bei der Copa Libertadores 2014 wurde er am 9. April 2014 im Spiel gegen Club The Strongest in der 67. Minute antreten. Im Folgenden entwickelte er sich zum Stammspieler, in der Campeonato Brasileiro de Futebol bestritt er in der Série A 2014 36 von 38 möglichen Spielen.
Zur Saison 2017 wurde Guilherme nach Kroatien an Dinamo Zagreb ausgeliehen. Sein erstes Pflichtspiel für Dinamo bestritt Guilherme am 1. März 2017 im Kroatischen Fußballpokal gegen RNK Split. In dem Spiel stand er in der Startelf und wurde in der 71. Minute ausgewechselt. In der ersten kroatischen Liga gab Guilherme am 4. März 2017 gegen Inter Zaprešić sein Debüt. Sein erstes Tor für den Klub erzielte er in einem Spiel für zweite Mannschaft in der 2. HNL am 9. April 2017. Im Spiel gegen NK Novigrad erzielte er in der 40. Minute den einzigen Treffer der Partie. Nach Saisonende in Kroatien kehrte Guilherme nach Brasilien zurück. Er wurde nunmehr an den FC São Paulo ausgeliehen.
Bei dem Klub blieb Marcos Guilherme bis Juni 2018, dann wurde er von Atlético-PR für vier Millionen Euro an al-Wahda (Saudi-Arabien) abgegeben. Bei dem Klub blieb er bis Januar 2020. Dann ging er zurück in seine Heimat. Hier unterzeichnete er bei SC Internacional einen neuen Vertrag. Der Vertrag erhielt eine Laufzeit bis Ende 2022. In der Saison 2020 kam er bei Internacional über die Rolle eines Reservespielers nicht hinaus. Trotzdem kam er auf 51 Einsätze, in denen er vier Tore erzielte (Copa Libertadores 2020: 9 Spiele, 2 Tore; Série A 2020: 27 Spiele; Copa do Brasil 2020: 2 Spiele, Staatsmeisterschaft von Rio Grande do Sul: 13 Spiele, 2 Tore). In der Saison 2021 änderte sich seine Situation in dem Klub nicht. Nach Austragung der Staatsmeisterschaft 2021 wurde Marcos Guilherme Ende Mai an den FC Santos, einen Ligakonkurrenten in der Série A 2021 ausgeliehen. Die Leihe wurde bis zum 30. Juni 2022 befristet. Bei dem Klub avancierte er zum Stammspieler. In der Liga bestritt er 35 von 38 möglichen Spielen (fünf Tore), in der Copa Sudamericana 2021 vier Spiele (kein Tor) und dem Copa do Brasil 2021 sechs Spiele (ein Tor). Im Juni 2022 kündigte der Spieler seinen Vertrag mit Internacional. Noch im selben Monat schloss er sich wieder dem FC São Paulo an, wo er bereits fünf Jahre zuvor eine Saison auf Leihbasis gespielt hatte.
Im Februar 2023 wechselte Guilherme nach Russland zum FK Chimki. Für Chimki kam er zu zehn Einsätzen in der Premjer-Liga, aus der er mit dem Team zu Saisonende aber abstieg. Anschließend wechselte er im Juli 2023 zum japanischen Zweitligisten V-Varen Nagasaki.

### Nationalmannschaft
2015 wurde der Spieler in Brasiliens U-20 Mannschaft berufen. Mit dem Team nahm er an der U-20-Fußball-Südamerikameisterschaft 2015 teil.

## Erfolge
Athletico Paranaense
- Staatsmeisterschaft von Paraná: 2016